# أياكا كونو
أياكا كونو (باليابانية: 久野綾香) هي راكبة الكنو يابانية، ولدت في 8 ديسمبر 1987.

## وصلات خارجية
- أياكا كونو على موقع أوليمبيديا (الإنجليزية)